# 巴桑次仁
巴桑次仁，中华人民共和国政治人物、全国脱贫攻坚先进个人。

## 生平
巴桑次仁任嘉黎县人大常委会副主任，嘉黎县麦地卡乡党委书记。因在脱贫攻坚战中作出突出贡献，2021年2月25日全国脱贫攻坚总结表彰大会上，巴桑次仁被授予“全国脱贫攻坚先进个人”。